# Plectosphaera eleocharidis
Plectosphaera eleocharidis är en svampart som först beskrevs av R.E.D. Baker & Chardón, och fick sitt nu gällande namn av Arx & E. Müll. 1954. Plectosphaera eleocharidis ingår i släktet Plectosphaera och familjen Phyllachoraceae.   Inga underarter finns listade i Catalogue of Life.